# Fré Kolkman
Fré Kolkman (Deventer, 10 november 1888 - 7 oktober 1983) was een Nederlands voetballer.
Fré Kolkman was in zijn actieve jaren een van de steunpilaren van het team waarmee Go Ahead onder meer landskampioen werd in het seizoen 1916-1917.
In 1911 kwam Go Ahead in de eerste klasse. Als eerste volksclub. Fré Kolkman was daarbij aanwezig als voetballer. Met zijn broer Willem en met Willem Koster vormde hij de middenlinie. In het doel stond Karel Hollander (broer van Han Hollander). Backs waren Dirk Meijer en Jan Oostenenk. De voorhoede bestond uit Moos Polak, Henne van Putten, Wim Roetert, Junte Koopman en Jaap Nijenhuis. Op de kop af vijf jaar later behaalde Go Ahead het eerste kampioenschap in de eerste klasse door het Zutphense Be Quick met 4-3 te kloppen. De gebroeders Haes (Edu en Bertus), de gebroeders Pijpenbroek (Arnold en Jan) en Gerrit van der Waarde hadden inmiddels hun intrede in het eerste elftal gedaan en kort daarna verscheen de Engelsman Jimmy Miller, van wie de roodgelen bijzonder veel hebben geleerd.
Fré was een middenvelder, die door zijn gedrevenheid en felheid de bijnaam De Snook had gekregen. Bij een verkiezing tot beste speler ooit bij Go ahead, eindigde hij in 2000 op een verdienstelijke 6e plaats. Met uitzondering van het seizoen 1913-14, toen hij voor FC Hilversum uitkwam, speelde hij zijn gehele voetbalcarrière bij Go Ahead. Fré werd in 1935 samen met Jan Halle, Jan Oostenenk, Willem Koster en Junte Koopman tot lid van verdienste benoemd. In 1979 werd hij, na 70 jaar lid te zijn van Go ahead, benoemd tot ere-lid en werd de speld door toenmalig voorzitter Herman Waanders opgespeld.
Hij was na zijn actieve voetbalcarrière nog jaren actief als scheidsrechter op landelijk niveau. In het dagelijks leven verdiende hij de kost als meubelmaker om zijn gezin met 10 kinderen te onderhouden.